# Søbegravelse
Søbegravelse (også kaldet maritim begravelse, søbisættelse) er en begravelsesceremoni foretaget ved nedsænkning af den afdødes lig over vand, eller spredning af aske over vandet. Typisk havvand. Den er regelmæssigt foretaget af flådeskibe, men kan også udføres af private individer i forskellige lande.
En blanket til ansøgning om søbegravelse, ved askespredning, i dansk farvand kan hentes på personregistrering.dk

## Kendte personer begravet på åbent vand
- Sir Francis Drake (1540–1596) (i en blykiste ud for kysten af Portobelo, Panama)
- Edward Winslow (1595 – 1655) (begravet til søs i havet i nærheden af Jamaica den 8. Maj 1655)
- Stan Getz (1927–1991) (kremeret, og asken spredt i Stillehavet ud for Malibu, Californien)
- Robert A. Heinlein (1907–1988) (kremeret, og asken spredt i Stillehavet)
- Doug Henning (1947-2000) (kremeret, og asken spredt i Stillehavet ved Redondo Beach, Californien)
- Sir Edmund Hillary (1919–2008) (kremeret, og asken spredt ved New Zealands Hauraki Gulf)
- Sir Alfred Hitchcock (1899–1980) (kremeret, og asken spredt i Stillehavet)
- Rock Hudson (1925–1985) (kremeret, og asken spredt)
- Janis Joplin (1943–1970) (kremeret ved Westwood Village Memorial Park Cemetery, og asken spredt i Stillehavet)
- Dennis Wilson (1944–1983) (kremeret, og asken spredt i Stillehavet ud for Californien)
- Leyla Gencer (1928-2008) (kremeret, og asken spredt i Bosphorus)
- DeForest Kelley (1920–1999) (kremeret, og asken spredt i Stillehavet)
- Gene Kelly (1912–1996) (kremeret, og asken spredt)
- John F. Kennedy, Jr. (1960–1999) (kremeret, og asken spredt i Atlanterhavet ud for af Martha's Vinyard)
- Werner Klemperer (1920–2000) (kremeret, og asken spredt)
- Peter Lawford (1923–1984), skuespiller, kremeret, og oprindeligt begravet ved Westwood Village Memorial Park Cemetery; senere gravet op og spredt over Stillehavet.
- Steve McQueen (1930–1980) (kremeret, og asken spredt i Stillehavet)
- Robert Mitchum (1917–1997) (kremeret, og asken spredt)
- Vincent Price (1911–1993) (kremeret, og asken spredt ved Point Dume, Malibu, Californien)
- Flådeadmiral Sir Alfred Dudley Pickman Rogers Pound (1877–1943) (kremeret, og asken spredt)
- Richard Rodgers (1902–1979) (kremeret, og asken spredt)
- H. G. Wells (1866–1946) (kremeret, og asken spredt ud for England)
- Mange af de bjærgede lig efter forliset af RMS Titanic blev begravet til søs.
- Adolf Eichmann (kremeret, og asken spredt i Middelhavet) Begravet til søs for at forhindre at hans grav skulle blive et tilløbssted for tilhængere.
- Osama Bin Laden (1957–2011) (kremeret, og asken spredt i Stillehavet) Ligeledes for at forhindre at graven skulle blive et tilløbssted for tilhængere.